# 張翓
張翓（1433年—？），字鵬舉，山西太原府忻州定襄縣人，明朝政治人物。

## 生平
山西鄉試第三十六名舉人，天順元年（1457年）中式丁丑科會試第一百十一名，三甲第一百二名進士。授刑部主事，出為隴州同知。

## 家族
曾祖張均美；祖父張謙，武城縣知縣；父張驥，訓術。